# Wu Ming-Yi
Wu Ming-yi (Kinesiska: 吳明益), född 20 juni 1971 i Taoyuan, är en taiwanesisk författare och akademiker. Wu är professor i sinofon litteratur vid National Dong Hwa University, miljöaktivist och författare..